# Archus, Herenäus und Quartanus

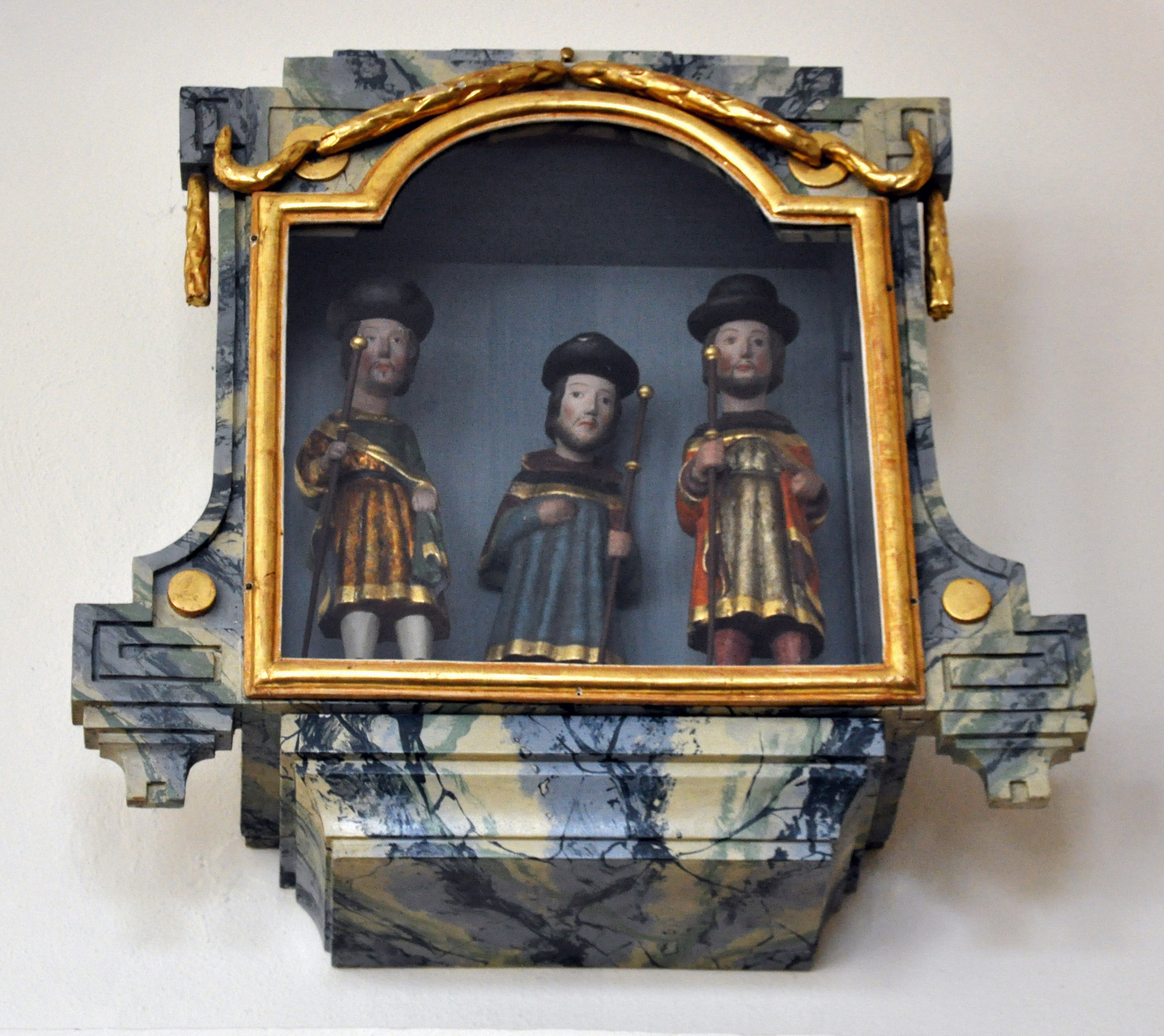
Figurengruppe der drei Elenden (15. Jahrhundert), Pfarrkirche St. Alban, Hürbel

Archus, Herenäus und Quartanus (auch Arch, Haindrit und Gardan) sind als „die drei elenden Heiligen“ bekannt (von  mittelhochdeutsch ellende „aus der Fremde kommend, nicht einheimisch“).
Die Reliquien der drei Heiligen werden in der St.-Michael-Kirche in Etting bei Ingolstadt aufbewahrt.
Weiterhin werden Archus, Herenäus und Quartanus in Bodenwöhr (Oberpfalz), in der Kirche St. Michael in Oberbechingen (Landkreis Dillingen an der Donau), in der Kirche St. Alban in Hürbel (Landkreis Biberach) und in der Kirche St. Georg in Rechtenstein (Alb-Donau-Kreis) als englische Pilger verehrt.
Die Wallfahrtskirche „Drei elende Heilige“ in Griesstetten hingegen ist den ebenfalls „fremden“ Heiligen Zimius, Vimius und Marinus geweiht.
Die erste Erwähnung der „Capelle zu den elenden Heiligen“, das heutige Denkmal der Ruine der Helenenkapelle in Baunach bei Bamberg, geht wohl zurück auf das Jahr 1540. Die Bamberger Patrizierfamilie Zollner von Brand wird als Bauherr genannt und die Kapelle war der Heiligen Felizitas geweiht.
Die Entstehungszeit des kleinen Gebäudes lässt sich jedoch um einiges früher datieren und zwar um den Beginn des 14. Jahrhunderts.